# Pani Marta Oulie
Pani Marta Oulie (norw. Fru Marta Oulie) – debiutancka powieść autorstwa Sigrid Undset z 1907.
Powieść ma formę dziennika, w którym autorka wykazała się znakomitym zmysłem organizacyjnym. Był silnie zobiektywizowanym reportażem z życia niewiernej kobiety opanowanej erotomanią i narcyzmem, pozbawionej w swym życiu doświadczenia wielkiej, prawdziwej miłości. Narratorka zdradza męża początkowo z jego przyjacielem, a następnie z bratankiem, ale do żadnego z nich nie żywi żadnych głębszych uczuć. Powieść wywołała duże wrażenie na czytelnikach głównie ze względu na zawartą w niej zmysłową, egoistyczną erotykę, stanowiącą silny kontrast dla wyidealizowanego, neoromantycznego wizerunku miłości, jaki proponował np. Gunnar Heiberg. Świat uczuć Marty nie jest zmitologizowany, tylko mocno rzeczowy. Na jej obraz miłości składają się rodzina, seks, dzieci, gwałt, zdrada i troski o codzienne problemy. Podobnie, ale z męskiego punktu widzenia, opisuje autorka zbliżone problemy w jednoaktowej sztuce Przed świtem (norw. I graalysningen) z 1908.
Powieść zapoczątkowała pierwszy okres twórczy Undset, w którym zajmowała się ona problemami współczesności. Okres ten obejmował także uznaną za najlepsze dzieło jej wczesnego okresu powieść Jenny z 1911.